# Vándorcankó
A vándorcankó (Tringa incana) a madarak osztályának lilealakúak (Charadriiformes) rendjébe, ezen belül a szalonkafélék (Scolopacidae) családjába tartozó faj.

## Rendszerezése
A fajt Johann Friedrich Gmelin német természettudós írta le 1789-ben, a Scolopax nembe Scolopax incana néven. Sorolták a Heteroscelus nembe Heteractitis incanus néven is.

## Előfordulása
Szibéria és Alaszka területén költ, ősszel délre vonul, eljut Dél-Amerikába és Ausztráliába is. Természetes élőhelyei a sziklás tengerpartok és korallzátonyok, folyók és patakok környéke.

## Megjelenése
Testhossza 29 centiméter, szárnyfesztávolsága 54 centiméteres, testtömege 72-213 gramm.

## Természetvédelmi helyzete
Az elterjedési területe rendkívül nagy, egyedszáma pedig stabil. A Természetvédelmi Világszövetség Vörös listáján nem fenyegetett fajként szerepel.